# Lądy (województwo kujawsko-pomorskie)
Lądy – kolonia w Polsce położona w województwie kujawsko-pomorskim, w powiecie golubsko-dobrzyńskim, w gminie Kowalewo Pomorskie.
W latach 1975–1998 miejscowość należała administracyjnie do województwa toruńskiego.
Zobacz też: Lądy.